# Гедлі Булл
Гедлі Булл (англ. Hedley Bull; 10 червня 1932, Сідней, Австралія — 18 травня 1985, Оксфорд, Велика Британія) — професор міжнародних відносин в Австралійському національному університеті, Лондонській школі економіки і Оксфордському університеті, до його смерті від раку в 1985 році. Він був професором міжнародних відносин в Оксфорді з 1977 по 1985 рр. і помер там.

## Біографія
Булл народився в Сіднеї, Австралія, де він відвідував середню школу Форт-стріт. Він продовжував вивчати історію та філософію в Університеті Сіднея, де він перебував під сильним впливом філософа Джона Андерсона. У 1953 році Булл залишив Австралію, щоб вивчати політику в Оксфорді, і через два роки він був призначений помічником лектора у міжнародних відносинах в Лондонській школі економіки і політичних наук.
У 1965 році Х.Булл був призначений директором з контролю над озброєнням і роззброєнням блоку Міністерства закордонних справ Великої Британії. Два роки по тому, в 1967 році він був призначений на посаду професора міжнародних відносин в Австралійському національному університеті (АНУ) в Канберрі.
У 1977 рік Булл опублікував свою основну роботу, Анархічне суспільство. Він широко розглядається як ключовий підручник в області міжнародних відносин і також розглядається як центральний текст в так званій «англійській школі» міжнародних відносин. У цій книзі він стверджує, що, незважаючи на анархічний характер міжнародної арени, вона характеризується утворенням не тільки системи держав, але й суспільства держав. Його вимоги для того, щоб називатися державою, є те, що він повинен претендувати на суверенітет над (I) група людей (II) на певній території, і що вона повинна мати уряд. Держави утворюють систему, коли вони мають достатній ступінь взаємодії, а також вплив на рішення один одного, так як вони «ведуть себе — принаймні в якійсь мірі — як частини цілого.» Система станів. яка може існувати без нього також є суспільством держав. Суспільство держав приходить в існування, «коли група держав, усвідомивши певні спільні інтереси і спільні цінності, формує суспільство в тому сенсі, що вони повинні бути пов'язані між собою спільним набором правил в їх відносинах один з одним, і брати участь в роботі загальних інститутів».
Суспільство держав є для Булла шляхом для аналізу і оцінки можливостей у світовій політиці. Він продовжує свій аргумент, даючи поняття порядку в суспільному житті, а також механізми: баланс сил, міжнародного права, дипломатії, війни і великі повноваження центральних ролей. Врешті-решт він приходить до висновку, що, незважаючи на існування можливих альтернативних форм організації, система держави є нашим найкращим шансом досягти порядку в світовій політиці.

## Вибрані роботи
- Контроль гонки озброєнь: контроль роззброєння і озброєнь в ракетному віці (1965)
- Стратегічні дослідження і його критики (1967)
- Анархічне Суспільство: Дослідження порядку в світовій політиці (1977)
- Розширення міжнародного суспільства, співредактор Адам Уотсон (1984)
- Втручання у світову політику (1984)
- Справедливість в міжнародних відносинах (1984 г.)
- Завдання Третього рейху (1986) (Адам фон Тротт Лекції пам'яті).